# Кичма културне Европе
Кичма културне Европе (енгл. European Cultural Backbone), основана је у марту 1999. године као коалиција медиокултурних институција и појединаца који су хтели да заједничким радом користе и развију партиципативне медије за друштвене промене. Седиште им је у Амстердаму и Бечу.

## Историја
И пре самог оснивања, постојала је идеја о настанку мреже. У октобру 1997. године, холандска Виртуелна Платформа (хол. Virtueel Platform), организује конференцију: Од праксе до политике конференција: Према европској медија култури, одржаној у Амстердаму и Ротердаму. Као резултат конференције, почетком октобра наредне године, издат је чланак "Умрежавање иновативних центара" . Прва конференција Кичме културне Европе одржана је од 4-7 марта у Рабенштајну у Аустрији. Нови састанак је одржан у Хелсинкију исте године, на догађају "Повезани: умрежене културе за промену Европе" . Наредне године, одржан је састанак у Бриселу на пуштању у рад сајта world/information.org. Од 2001. године, имају и свој сајт. 

## Чланови
Првобитни чланови мреже, на састанку у марту 1999. године су били:
- Ars Electronica - Аустрија
- Artec (Уједињено Краљевство)
- De Balie (Холандија)
- C3 - Центар за културу и комуникације (Хрватска)
- CRAC Media Centre (Словачка)
- Културни центар Рекс (Србија)
- e-lab (Литванија)
- FACT (Уједињено Краљевство)
- Glass Palace Media Centre (Финска)
- Ljudmila Digital Media Lab (Словенија)
- Open Studio/WRO Foundation (Пољска)
- Public Netbase/t0 (Аустрија)
- STEIM (Холандија)
- Terravista (Португал)
- V2 Organisatie (Холандија)
- De waag/Друштво за старе и нове медије (Холандија)[3]